# Franz Stangler
Franz Stangler (12. září 1809 Dolní Třešňovec – 21. září 1893) byl rakouský a český statkář a politik německé národnosti z Lanškrounska, v 2. polovině 19. století poslanec Českého zemského sněmu.

## Biografie
Byl držitelem dědičné rychty v rodném Dolním Třešňovci. Patřil i mezi velké pozemkové vlastníky. Držel 190 hektarů půdy. Od města Lanškroun koupil Stangler takzvaný Urbanův dvůr (Urbanihof, lidově nazývaný Na Prasečích bahnech) mezi městem a Dolním Třešňovcem.
Po obnovení ústavního života v Rakouském císařství počátkem 60. let 19. století se zapojil i do politiky. V zemských volbách v Čechách v roce 1861 byl zvolen v kurii venkovských obcí (volební obvod Lanškroun – Ústí nad Orlicí) do Českého zemského sněmu jako nezávislý německý kandidát. Do sněmu se vrátil znovu v volbách roku 1878, nyní za kurii venkovských obcí, obvod Lanškroun – Králíky – Rokytnice. Jako zemský poslanec se zasloužil o prosazení 40 let plánované stavby silnice z České Třebové přes Lanškroun na Šilperk v ceně 36 000 zlatých. Obecní zastupitelstvo mu pak veřejně vyslovilo dík.
V letech 1861–1871 byl starostou Dolního Třešňovce, ale kvůli zaneprázdnění jinými funkcemi vykonával starostenský post jen formálně a trvale byl zastupován prvním radním. V roce 1864 se stal historicky prvním okresním starostou okresu Lanškroun a zůstal jím do roku 1882. Angažoval se v hospodářských regionálních spolcích. Roku 1878 založil Společnost pro chov dobytka, která organizovala výstavy a pořádala kurzy pro vzdělávání venkovského lidu. Zemřel roku 1893 bez dědiců. Jím vlastněný Urbanův dvůr proto připadl zpět městu, které jej nechalo zbořit a pozemky rozprodalo.